# 빌랄라고
빌랄라고(이탈리아어: Villalago)는 이탈리아 아브루초주 라퀼라도에 있는 코무네이다.